# Ezequiel Adeodato Chávez
Ezequiel Adeodato Chávez Lavista (* 19. September 1868 in Aguascalientes; † 2. Dezember 1946 in Mexiko-Stadt) war ein mexikanischer Jurist und zweimal Rektor der Universidad Nacional de México (UNM).

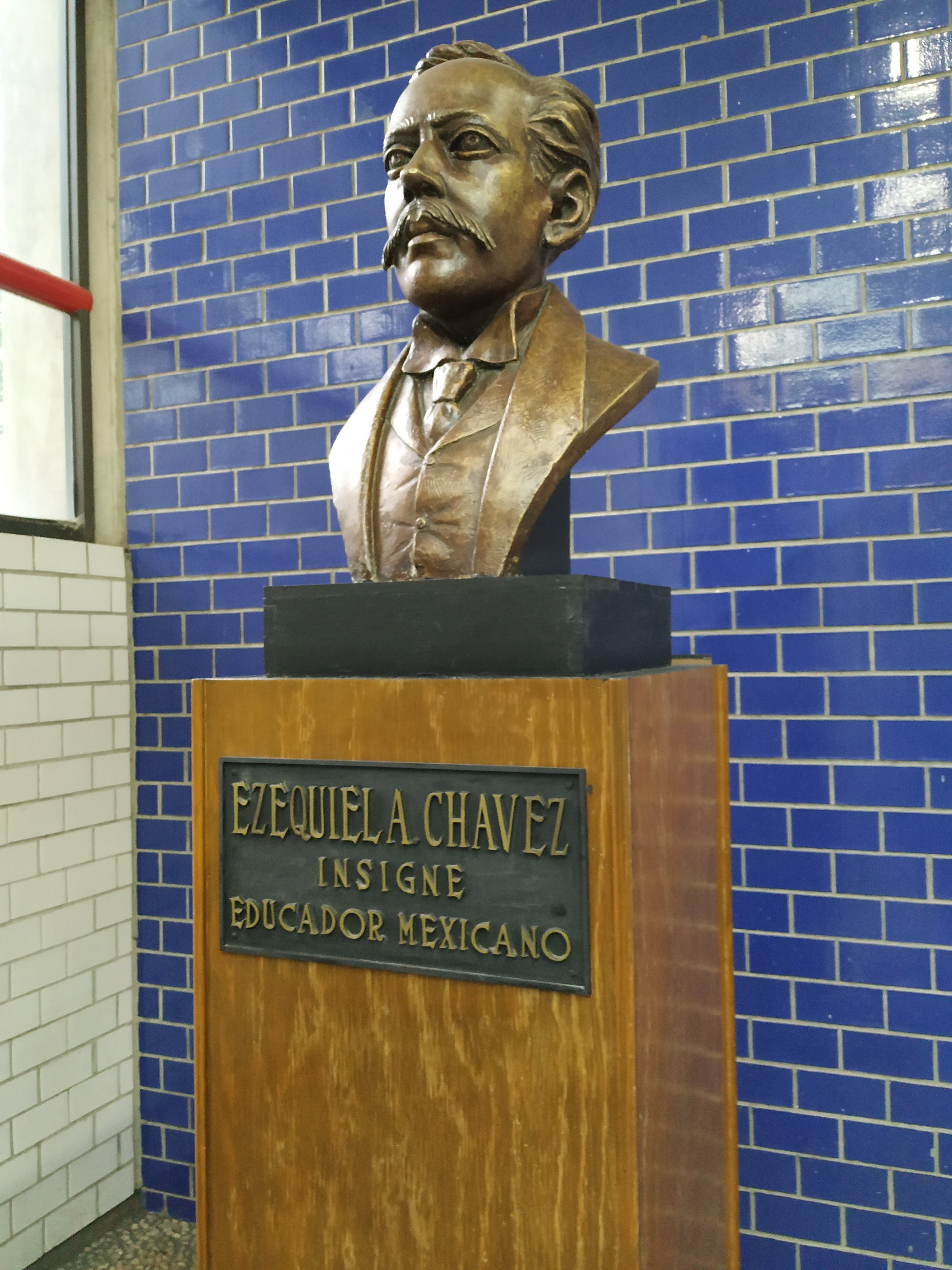
Büste in der UNAM

## Leben
Chávez besuchte die Schule in seiner Heimatstadt, studierte nach dem Besuch der Escuela Nacional Preparatoria (ENP)  Rechtswissenschaften an der Escuela Nacional de Jurisprudencia und graduierte 1891. Im Jahr 1903 wurde er von Justo Sierra Méndez mit den Vorstudien zur Gestaltung einer nationalen Universität und der Redaktion der wesentlichen Gründungssatzung beauftragt. Zudem wurde er in Zusammenhang mit der Gründung dieser Universität von 1903 bis 1909 durch das mexikanische Kultusministerium mit einer Studie über die Organisation des universitären Bildungssystems in den Vereinigten Staaten beauftragt. Von 1905 bis 1911 war er als Untersekretär im Kultusministerium für die öffentliche Bildung und die Schönen Künste zuständig. 1910 wurde ihm von der neu gegründeten UNM der Ehrendoktortitel verliehen. Am 1. Dezember 1913  folgte seine erste Verwendung als Rektor der UNM. In dieser Zeit entschied er sich unter Zustimmung des Universitätsrates zum Entwurf eines Gesetzes zur Verhinderung einer Militarisierung des Lehrkörpers und der Studentenschaft an der UNM. 1914 reichte er nach dem Regierungswechsel seinen Rücktritt als Universitätsrektor ein und wurde am 2. September 1914 aus diesem Amt entlassen.
Von 1920 bis 1921 war er Direktor der ENP und von 1923 bis 1924 Direktor der Escuela Nacional de Altos Estudios. In seiner zweiten Amtsperiode als Rektor der UNM vom 28. August 1923 bis zum 8. Dezember 1924 präsentierte er den Entwurf einer Autonomieverordnung für die Universität.
Nach 50 Jahren akademischer Tätigkeit wurde ihm 1941 der Titel „Emeritierter Professor“ und der Ehrendirektorentitel der ENP verliehen. Nach ihm ist die Außenstelle 8 der ENP benannt.

## Werke
- 1923: Curso de Geografía elemental de la República Mexicana
- 1928: El Ensayo de Psicología de la Adolescencia
- 1931: Un Ensayo de Psicología de sor Juana Inés de la Cruz
- 1935: Dios, el Universo y la Libertad. Siete Ensayos de Filosofía
- 1943: Pensando en Aguascalientes. El doble más allá